# Oula Jääskeläinen
Pour les articles homonymes, voir Jääskeläinen.
Oula Jääskeläinen, né le 8 mars 1969 à Espoo, est un patineur artistique et entraîneur finlandais. Il est quintuple champion de Finlande en 1985, 1986, 1987, 1991 et 1994.

## Biographie

### Carrière sportive
Oula Jääskeläinen est quintuple champion de Finlande en 1985, 1986, 1987, 1991 et 1994.
Il représente son pays à un mondial junior (1985 à Colorado Springs), dix championnats européens (1985 à Göteborg, 1986 à Copenhague, 1987 à Sarajevo, 1988 à Prague, 1989 à Birmingham, 1990 à Léningrad, 1991 à Sofia, 1992 à Lausanne, 1993 à Helsinki et 1994 à Copenhague), neuf mondiaux seniors (1985 à Tokyo, 1986 à Genève, 1987 à Cincinnati, 1988 à Budapest, 1989 à Paris, 1990 à Halifax, 1991 à Munich, 1992 à Oakland et 1993 à Prague) et aux Jeux olympiques d'hiver de 1992 à Albertville.
Il arrête les compétitions sportives après les mondiaux de 1993.

### Reconversion
Oula Jääskeläinen devient entraîneur de patinage artistique. Il entraîne notamment la patineuse sud-africaine Abigail Pietersen.

## Palmarès
| Compétitions principales      | 1984    | 1985    | 1986    | 1987    | 1988    | 1989    | 1990    | 1991    | 1992    | 1993    | 1994    |  |  |  |
| Jeux olympiques d'hiver       |         |         |         |         |         |         |         |         | 19e     |         |         |  |  |  |
| Championnats du monde         |         | 22e     | 24e     | 23e     | 22e     | 24e     | 20e     | 12e     | 30e     | 16e     |         |  |  |  |
| Championnats d'Europe         |         | 16e     | 19e     | 12e     | 16e     | 16e     | 17e     | 12e     | 14e     | 8e      | 25e     |  |  |  |
| Championnats de Finlande      | 2e      | 1er     | 1er     | 1er     |         | 2e      | F       | 1er     | F       | F       | 1er     |  |  |  |
| Championnats du monde juniors |         | 7e      |         |         |         |         |         |         |         |         |         |  |  |  |
|                               |         |         |         |         |         |         |         |         |         |         |         |  |  |  |
| Autres Compétitions           | 1983/84 | 1984/85 | 1985/86 | 1986/87 | 1987/88 | 1988/89 | 1989/90 | 1990/91 | 1991/92 | 1992/93 | 1993/94 |  |  |  |
| Skate America                 |         |         | 14e     | 15e     |         |         |         |         |         |         |         |  |  |  |
| Skate Canada                  |         |         |         | 10e     | 11e     | 9e      |         |         | 6e      |         |         |  |  |  |
| Trophée de France             |         |         |         |         |         |         |         |         |         |         | 10e     |  |  |  |
| Coupe d'Allemagne             |         |         |         |         | 8e      |         |         |         |         |         |         |  |  |  |
| Trophée NHK                   |         | 10e     |         |         |         |         |         | 8e      | 9e      |         |         |  |  |  |
| Légende : F = Forfait         |         |         |         |         |         |         |         |         |         |         |         |  |  |  |